# Hymn Zimbabwe
Hymn Zimbabwe został skomponowany przez Freda Lecture Changundega do słów Solomona Mutswairo. Pieśń została wybrana na hymn Zimbabwe w roku 1994, zastąpiła ona ówczesny utwór „Ishe Komborera Africa", przyjęty w 1980 roku. Oficjalnie obowiązują trzy wersje językowe, zapisane w: shona, północnym ndebele i angielskim

## Tekst hymnu

### W języku shona
Simudzai mureza wedu weZimbabwe

Yakazvarwa nomoto wechimurenga;

Neropa zhinji ramagamba

Tiidzivirire kumhandu dzose;

Ngaikomborerwe nyika yeZimbabwe. 

Tarisai Zimbabwe nyika yakashongedzwa

Namakomo, nehova, zvinoyevedza 

Mvura ngainaye, minda ipe mbesa 

Vashandi vatuswe, ruzhinji rugutswe;

Ngaikomborerwe nyika yeZimbabwe. 

Mwari ropafadzai nyika yeZimbabwe

Nyika yamadzitateguru edu tose; 

Kubva Zambezi kusvika Limpopo, 

Navatungamiri vave nenduramo; 

Ngaikomborerwe nyika yeZimbabwe.

### W języku północnym ndebele
Phakamisan iflegi yethu yeZimbabwe

Eyazalwa yimpi yenkululeko;

Legaz' elinengi lamaqhawe ethu

Silivikele ezithan izonke; 

Kalibusisiwe ilizwe leZimbabwe. 

Khangelan' iZimbabwe yon' ihlotshiwe

Ngezintaba lang' miful' ebukekayo,

Izulu kaline, izilimo zande; 

Iz' sebenzi zenam', abantu basuthe;

Kalibusisiwe ilizwe leZimbabwe. 

Nkosi busis' ilizwe lethu leZimbabwe

Ilizwe labokhokho bethu thina sonke; 

Kusuk' eZambezi kusiy' eLimpopo 

Abakhokheli babe lobuqotho; 

Kalibusisiwe ilizwe leZimbabwe.

### W języku angielskim
Lift high the banner, the flag of Zimbabwe

The symbol of freedom proclaiming victory;

We praise our heroes' sacrifice,

And vow to keep our land from foes;

And may the Almighty protect and bless our land. 

Oh lovely Zimbabwe, so wondrously adorned

With mountains, and rivers cascading, flowing free;

May rain abound, and fertile fields;

May we be fed, our labour blessed;

And may the Almighty protect and bless our land. 

Oh God, we beseech Thee to bless our native land;

The land of our fathers bestowed upon us all;

From Zambezi to Limpopo

May leaders be exemplary; 

And may the Almighty protect and bless our land.

### W języku polskim
Podnieś wysoki sztandar, flagę Zimbabwe

symbol wolności proklamującej zwycięstwo;

Wierzymy w ofiarę naszych bohaterów

I ślubujemy schronić naszą ziemię przed wrogami;

Wszechmogący ochroń i pobłogosław naszą ziemię. 

Och kochana Zimbabwe, cudownie ozdobiona 

Górami i rzekami spływającymi kaskadami, wolno płynącymi;

Obfitująca w deszcz i urodzajne pola;

Które nas nakarmią a nasz wysiłek błogosławią;

Wszechmogący ochroń i pobłogosław naszą ziemię. 

Boże, prosimy Ciebie, pobłogosław naszą rodzimą ziemię;

Ziemię naszych ojców należącą do nas wszystkich;

Od Zambezi do Limpopo

Najlepszą wśród najlepszych; 

Wszechmogący ochroń i pobłogosław naszą ziemię.